# Сулцано
Сулца̀но (на италиански: Sulzano, на източноломбардски: Sülsà, Сюлса) е село и община в Северна Италия, провинция Бреша, регион Ломбардия. Разположено е на 200 m надморска височина, на източния бряг на езеро Изео. Населението на общината е 1969 души (към 2011 г.).